# Järnvägsbron, Trollhättan

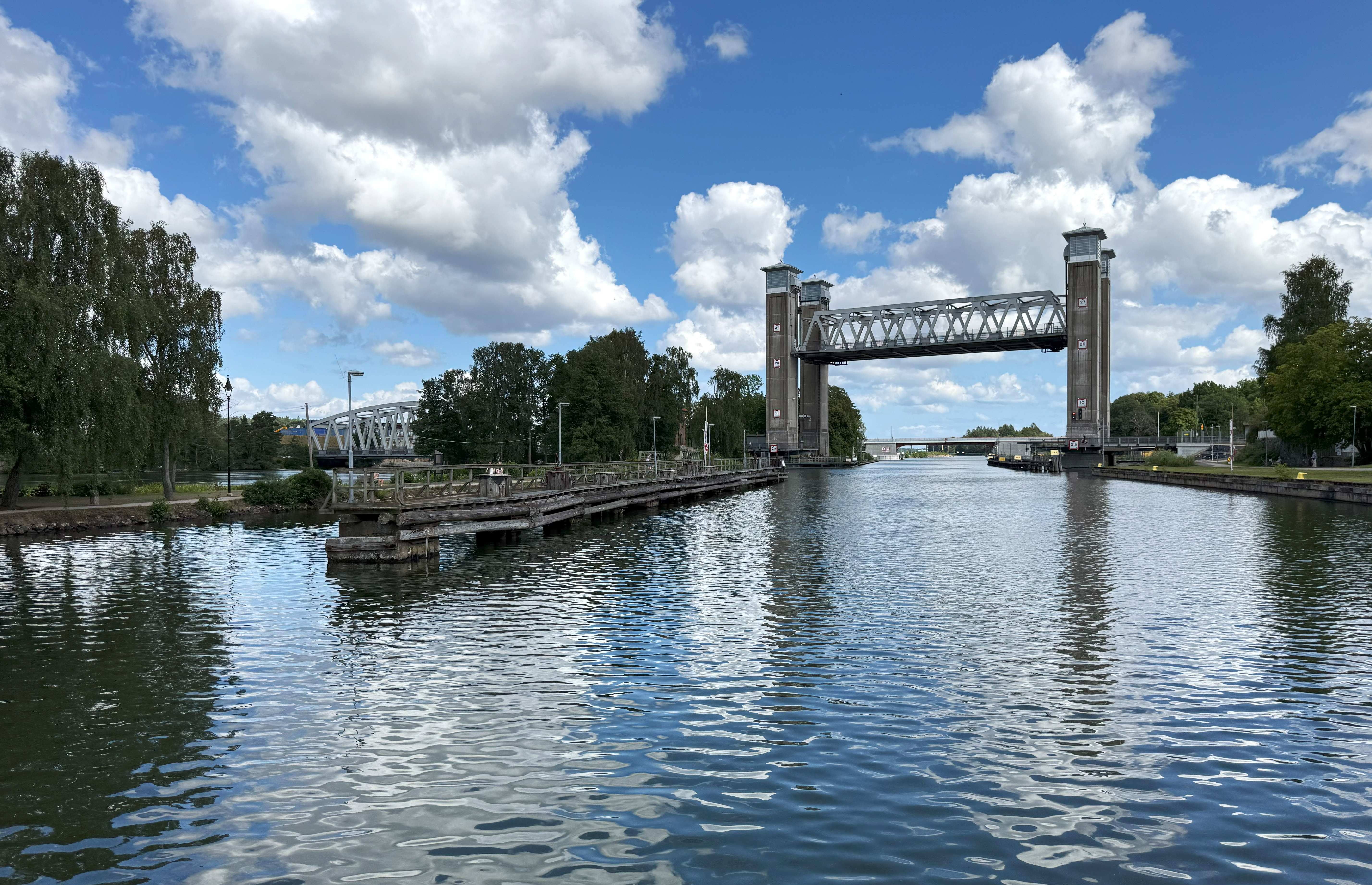
Järnvägsbron i Trollhättan

Järnvägsbron är en järnvägs-, cykel- och gångbroförbindelse på Norge/Vänerbanan över Trollhätte kanal ("trafikkanalen") och Göta älv i Trollhättan.
Den aktuella järnvägsbroförbindelsen består av en lyftbro och en fast bro som går över de två vattenstråken och över den mellanliggande Hjulkvarnsholmen. Bägge broarna är stålbroar, som tillverkats i Nederländerna och som invigdes 2001.

## Lyftbron

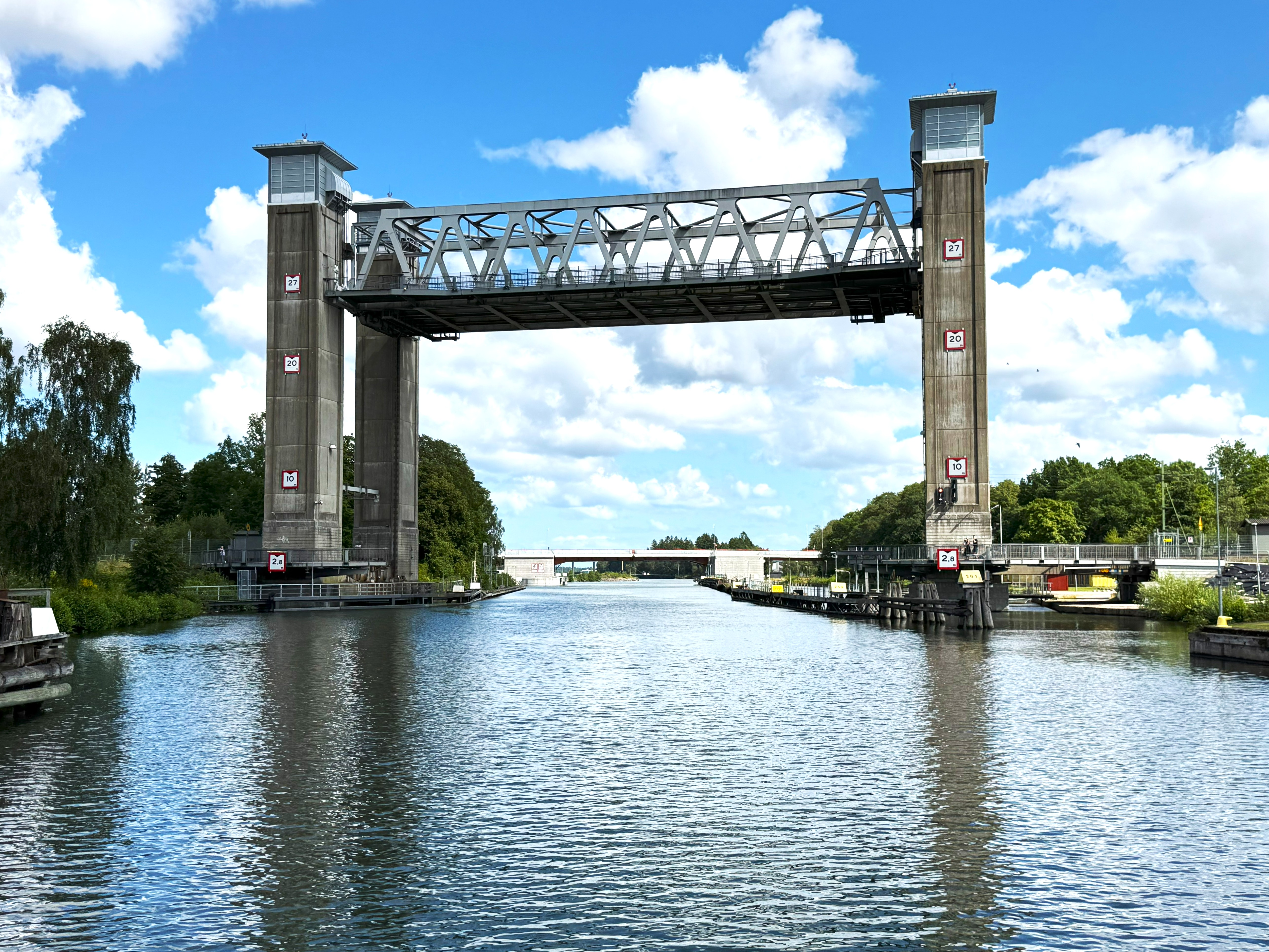
Lyftbron. Bortom den skymtar Stridsbergsbron.

Lyftbron består av fyra 40 meter höga lyfttorn i betong och ett elektromekaniskt lyftsystem med linor med en mindre motvikt. Den 13 meter breda bron har en spännvidd på 49,6 meter och en segelfri höjd på 2,8 meter vid stängd bro och 27 meter vid öppen bro. Dess öppningshöjd kan anpassas till aktuellt passerande fartygs höjd upp till maxhöjd. 
Bron, som väger 530 ton, manövreras med hjälp av stålvajrar, som är kopplade över linhjul i torntopparna och där en stor motvikt är kopplad till kabeltrumman. 
Bron var 2021 den första järnvägsbron av detta slag i Sverige. Senare har byggts den nästan likadana järnvägsbron över Södertälje kanal.

## Den fasta bron
Den fasta bron har en spännvidd på 79,3 meter. Den har ett helsvetsat stålfackverk och ståltråg som ballast. Vikten utan ballast är 950 ton.